# East Burra

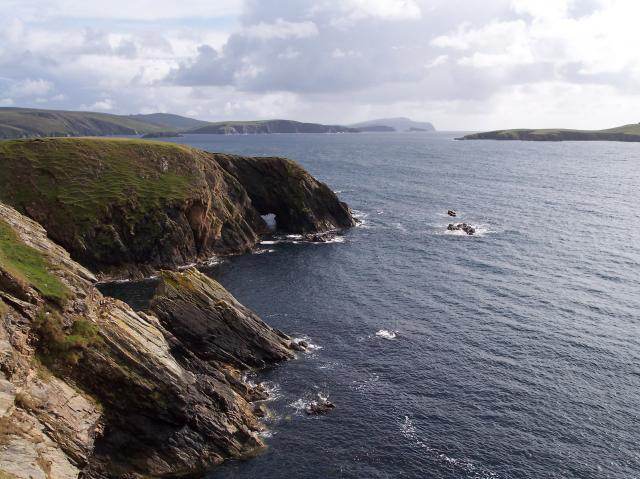
Södra änden av East Burra

East Burra (fornnordiska Barrey) är en ö i Shetlandsöarna. 
Arealen är 5 km², vilket gör den till nummer 11 av Shetlandsöarna, i storleksordning. 
East Burra har mycket färre invånare än West Burra och inga större bosättningar. Man har funnit spår från sen järnålder på ön. Ön är också känd för sina grottor vid havet. 
Ön har broförbindelse till West Burra. Det finns bilväg till Mainland via öarna West Burra och Trondra. 